# Dumitru Braghiș

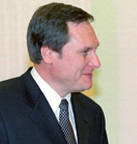
Dumitru Braghiș (2001)

Dumitru Braghiș (* 28. Dezember 1957 in Grătiești, Chișinău) ist ein moldauischer Politiker und war von 1999 bis 2001 Ministerpräsident der Republik Moldau.

## Biografie

### Tätigkeiten in der Moldauischen SSR und in der Republik Moldau
Nach dem Schulbesuch absolvierte er ein Studium der Ingenieurwissenschaften mit dem Schwerpunkt Energiewirtschaft am Polytechnischen Institut „Serghei Lazo“ in Chișinău. Nach dem Abschluss des Studiums begann er 1980 eine Tätigkeit als Ingenieur in der Traktorenfabrik von Chișinău. Im Anschluss daran begann er seine politische Laufbahn bei der bis 1991 verschiedene Funktionen innerhalb der Jugendorganisation der KPdSU, Komsomol, innehatte. Zwischenzeitlich war er auch von 1987 bis 1988 Instrukteur des Zentralkomitees (ZK) der Kommunistischen Partei (KP) der Moldauischen SSR. Darüber hinaus gehörte er zwischen 1989 und 1991 als Vertreter der Komsomol dem Volksdeputiertenkongress an.
Nach der Erklärung der bisherigen Moldauischen SSR zur Republik Moldau am 23. Mai 1991 wurde Braghiș 1992 Stellvertretender Generaldirektor des Unternehmens „Moldova-EXIM“. 1995 begann er dann eine Laufbahn in der Regierung von Moldau, in der er bis 1999 Generaldirektor der Abteilung für Außenwirtschaftsbeziehungen im Wirtschaftsministerium war. 1997 wurde er zunächst zusätzlich Stellvertretender Minister und schließlich 1998 Erster Stellvertretender Minister für Wirtschaft und Reformen. In diesen Jahren war Braghiș somit maßgeblicher Mitarbeiter der Minister Valeriu Bobuțac, Ion Guțu und Ion Sturza.

### Ministerpräsident 1999 bis 2001
Nach dem erfolgreichen Misstrauensvotum gegen Ministerpräsident Sturza und den gescheiterten Regierungsbildungen von Bobuțac und Vladimir Voronin wurde er schließlich auf Vorschlag von Präsident Petru Lucinschi am 21. Dezember 1999 Nachfolger von Sturza als Ministerpräsident. Die meisten der Minister übernahmen dabei erstmals Kabinettsämter wahr. Seiner Regierung gehörten dabei folgende Minister an:
- Stellvertretende Ministerpräsidenten Eugeniu Șlopac (neu), Valeriu Cosarciuc (neu) und Lidia Guțu (neu)
- Minister für Wirtschaft und Reformen Eugeniu Șlopac (neu),
- Außenminister Nicolae Tăbăcaru,
- Industrie- und Energieminister Ion Leșanu (neu),
- Finanzminister Mihail Manoli (neu),
- Minister für Landwirtschaft und Mittelständische Industrie Ion Russu (neu),
- Transport- und Kommunikationsminister Afanasie Smochin (neu),
- Umweltminister Arcadie Capcalea,
- Minister für Erziehung und Wissenschaft Ion Guțu (neu),
- Kulturminister Ghenadie Ciobanu,
- Minister für Wohlfahrt, soziale Sicherheit und Familien Valerian Revenco (neu),
- Gesundheitsminister Vasile Parasca (neu),
- Justizministerin Valeria Șterbeț (neu),
- Innenminister Generalmajor Vladimir Țurcan (neu),
- Verteidigungsminister Boris Gămurari
- sowie als Kabinettsmitglieder kraft Amtes der Gouverneur der Autonomen territorialen Einheit Gagausien Dumitru Croitor und der Bürgermeister von Chișinău, Serafim Urecheanu.

Im Laufe seiner Regierungszeit kam es dabei zu folgenden Regierungsumbildungen. Am 15. März 2000 übernahm der Generaldirektor der TIREX-Petrol Aktiengesellschaft (Societate pe acțiuni), Andrei Cucu, von Eugeniu Șlopac die Ämter des Stellvertretenden Ministerpräsidenten sowie des Ministers für Wirtschaft und Reformen. Am 5. September 2000 folgte Ion Răileanu Umweltminister Arcadie Capcalea. Am 22. November 2000 wurde der frühere Staatsminister und jetzige Botschafter in Ungarn und Kroatien, Nicolae Cernomaz, als Nachfolger von Nicolae Tăbăcaru neuer Außenminister, während Ilie Vancea den bisherigen Minister für Erziehung und Wissenschaft Ion Guțu ablöste.
Während seiner Amtszeit kam es auch zu Dienstbesuchen in der Bundesrepublik Deutschland wie zum Beispiel am 12. Mai 2000 anlässlich der EXPO 2000 in Hannover.
Bei den Wahlen 2001 bekam die Kommunistische Partei der Republik Moldau (PCRM – Partidul Comuniștilor din Republica Moldova) unter Vladimir Voronin 50,1 % der Stimmen, aber aufgrund der Sperrklauseln gegen Kleinparteien (die Hürde beträgt 6 %) 71 von 101 Mandaten. Sie konnte somit an die Macht zurückkehren. Diesen Erfolg hatten die Kommunisten vor allem den verarmten Bevölkerungsschichten zu verdanken. Braghiș selbst wurde zum Abgeordneten des Parlaments gewählt und erzielte dabei mit dem unter seinem Vorsitz stehenden Wahlbündnis „Alianța Braghiș“ 13,3 Prozent der Stimmen und 19 Sitze.
Am 4. April 2001 kam es zur Wahl des Präsidenten durch das Parlament. Dabei erhielt der Vorsitzende der Kommunistischen Partei Voronin die 71 Stimmen der kommunistischen Abgeordneten, während Premierminister Braghiș als Gegenkandidat lediglich 15 Stimmen und Valerian Cristea, ein weiterer kommunistischer Kandidat, lediglich 3 Stimmen erhielt. Eine Woche nach der Wahl Voronins kam es am 11. April 2001 zur Nominierung von Vasile Tarlev als Nachfolger von Braghiș als Ministerpräsident.

### Wahlniederlagen und Ausscheiden aus der Politik
Zwischen dem 23. Juni 2003 und dem 12. Januar 2006 war Mitglied der fünfköpfigen Delegation Moldaus in der Parlamentarischen Versammlung des Europarates. 2004 war er Vorsitzender der Fraktion „Moldova Noastra“, der drittgrößten Gruppierung im Parlament. Dabei setzte er auch seine Kontakte nach Deutschland fort und war dabei 2004 auch Teilnehmer am Bergedorfer Gesprächskreis der Körber-Stiftung.
Bei den Parlamentswahlen am 6. März 2005 wurde er wieder zum Abgeordneten gewählt. Dabei war sein Wahlbündnis „Alianța Braghiș“ Teil des unter dem Vorsitz des bisherigen Bürgermeisters von Chișinău Serafim Urecheanu stehenden neu gebildeten Wahlbündnisses „Moldova Democrată“, das 28,4 Prozent und 34 Mandate erhielt. Im Juli 2005 kandidierte er als unabhängiger Kandidat für das Amt des Bürgermeisters von Chișinău, erzielte dabei jedoch lediglich 20,65 Prozent der Wählerstimmen und unterlag somit Vasile Ursu.
Im April 2006 wurde er Vorsitzender der Partei der Sozialen Demokratie (PDS). Für diese trat er bei der Bürgermeisterwahl von Chișinău am 3. Juni 2007 erfolglos gegen Amtsinhaber Veaceslav Iordan und dem in der anschließenden Stichwahl erfolgreichen Kandidaten der Partidul Liberal, Dorin Chirtoacă. Im Februar 2008 stand er im Mittelpunkt von Presseberichten zu seinen Einkommensverhältnissen. Seine PDS fusionierte Ende 2008 mit den Sozialdemokraten und er wurde Vorsitzender der Sozialdemokratischen Partei.
Bei den Parlamentswahlen vom 5. April 2009 erzielte seine Sozialdemokratische Partei lediglich 3,7 Prozent der Wählerstimmen und kein Abgeordnetenmandat, so dass auch Braghiș aus dem Parlament ausschied. Dabei räumte er den Wahlsieg der Kommunisten und die eigene Wahlniederlage im Hinblick auf die Finanzkrise ab 2007 ein.